# San Martín, Salvador Alvarado
San Martín är en ort i Mexiko.   Den ligger i kommunen Salvador Alvarado och delstaten Sinaloa, i den västra delen av landet, 1 100 km nordväst om huvudstaden Mexico City. San Martín ligger 63 meter över havet och antalet invånare är 178.
Terrängen runt San Martín är platt. Runt San Martín är det ganska tätbefolkat, med 111 invånare per kvadratkilometer. Närmaste större samhälle är Guamúchil, 14,7 km söder om San Martín. Trakten runt San Martín består till största delen av jordbruksmark.